# 미디어FLO
미디어FLO(MediaFLO)는 모바일 TV에 사용되는 휴대폰, 개인용 TV 등의 휴대용 장치에 오디오, 비디오 및 데이터를 전송하기 위해 퀄컴이 개발한 기술이다. 미국에서는 이 기술을 기반으로 한 서비스가 FLO TV라는 브랜드로 명명되었다.
미디어FLO를 통해 전송되는 방송 데이터에는 라이브, 실시간 오디오 및 비디오 스트림은 물론 예약된 비디오, 오디오 클립 및 쇼도 포함된다. 또한 이 기술은 주식시장 시세, 스포츠 경기 결과, 일기예보 등 인터넷 프로토콜 데이터캐스트 애플리케이션 데이터를 전달할 수도 있다.
2010년 10월, 퀄컴은 소비자에 대한 신규 서비스 판매를 중단한다고 발표했다. 2010년 12월 AT와 T는 700MHz 대역에서 퀄컴의 FCC 라이선스를 취득할 것이라고 발표했다. FLO TV는 2011년 3월 27일에 서비스를 중단했다.

## 같이 보기
- DVB-H
- 디지털 비디오 방송
- 디지털 멀티미디어 방송
- 디지털 라디오
- 원세그
- ISDB
- 전자 프로그램 안내